# Florence Cestac
Florence Cestac (Pont-Audemer, 18 juli 1949) is een Franse stripauteur.

## Carrière
Florence Cestac werd geboren in Normandië en volgde les aan de Ecole des Beaux-Arts in Rouen. Haar invloeden waren het werk van Herriman en Segar en in haar werk maakt ze brug tussen het werk van deze vroege meesters van het beeldverhaal en de hedendaagse strip. Kenmerkend voor haar strippersonages zijn de dikke neuzen. 
Zij begon als illustratrice voor bladen als Salut les copains, 20 ans en Le jardin des modes. Haar eerste strip, Les Marioles werd in 1976 gepubliceerd in Ah! Nana. Haar belangrijkste creatie is Harry Mickson, een humoristische mengeling tussen speurder en stripheld Harry Dickson en Mickey Mouse. Harry is een detective in een dierenwereld. Diens avonturen verschenen in allerlei bladen (L'Echo des savanes, Métal hurlant, Ah! Nana, Chic, A Suivre) en vanaf 1979 in album bij uitgeverij Futuropolis, die Cestac zelf oprichtte met haar echtgenoot. Deze uitgeverij werd in 1994 verkocht aan Gallimard. In 1982 tekende Cestac de strip Edmond François Ratier in het stripblad Charlie Mensuel en in 1988 schreef ze samen met Jean-Marc Thévenet een speelse handleiding striptekenen. Met Nathalie Roques creëerde Cestac de strip Les déblok, gepubliceerd in Le journal de Mickey en in album bij Dargaud.
In 2013 publiceerde Cestac Le démon du soir, een strip over een vrouw in de menopauze die haar levenskeuzes in vraag stelt wanneer ze vermoedt borstkanker te hebben. Cestac verwerkte in dit verhaal over de vrijheid zoals vaak elementen uit haar eigen leven en dat van haar kennissen.
Ze werkte ook als illustratrice. Zo illustreerde ze de verzameling teksten over honden en katten van M.-A. Guillaume, gebundeld in Qui dit chat, dit chien! (Dargaud, 2012).
Het werk van Florence Cestac werd bekroond met de Grote Prijs van het Internationaal Stripfestival van Angoulême in 2000.
- Bibliothèque nationale de France: cb118957925 (data)
- Gemeinsame Normdatei: 12492008X
- International Standard Name Identifier: 0000 0000 5509 4965
- Library of Congress Control Number: n87802777
- Nationale Bibliotheek van Israël: 987012281348105171
- Système universitaire de documentation: 026774984
- Virtual International Authority File: 49222990
- WorldCat: E39PBJm4VD7d4yMr8rFk8YDTHC